# تشارلز س. بوني
تشارلز س. بوني (بالإنجليزية: Charles C. Bonney)‏ هو محامي وقاضي أمريكي، ولد في 1831، وتوفي في 1903.